# Sevelinges
Sevelinges è un comune francese di 659 abitanti situato nel dipartimento della Loira della regione dell'Alvernia-Rodano-Alpi.

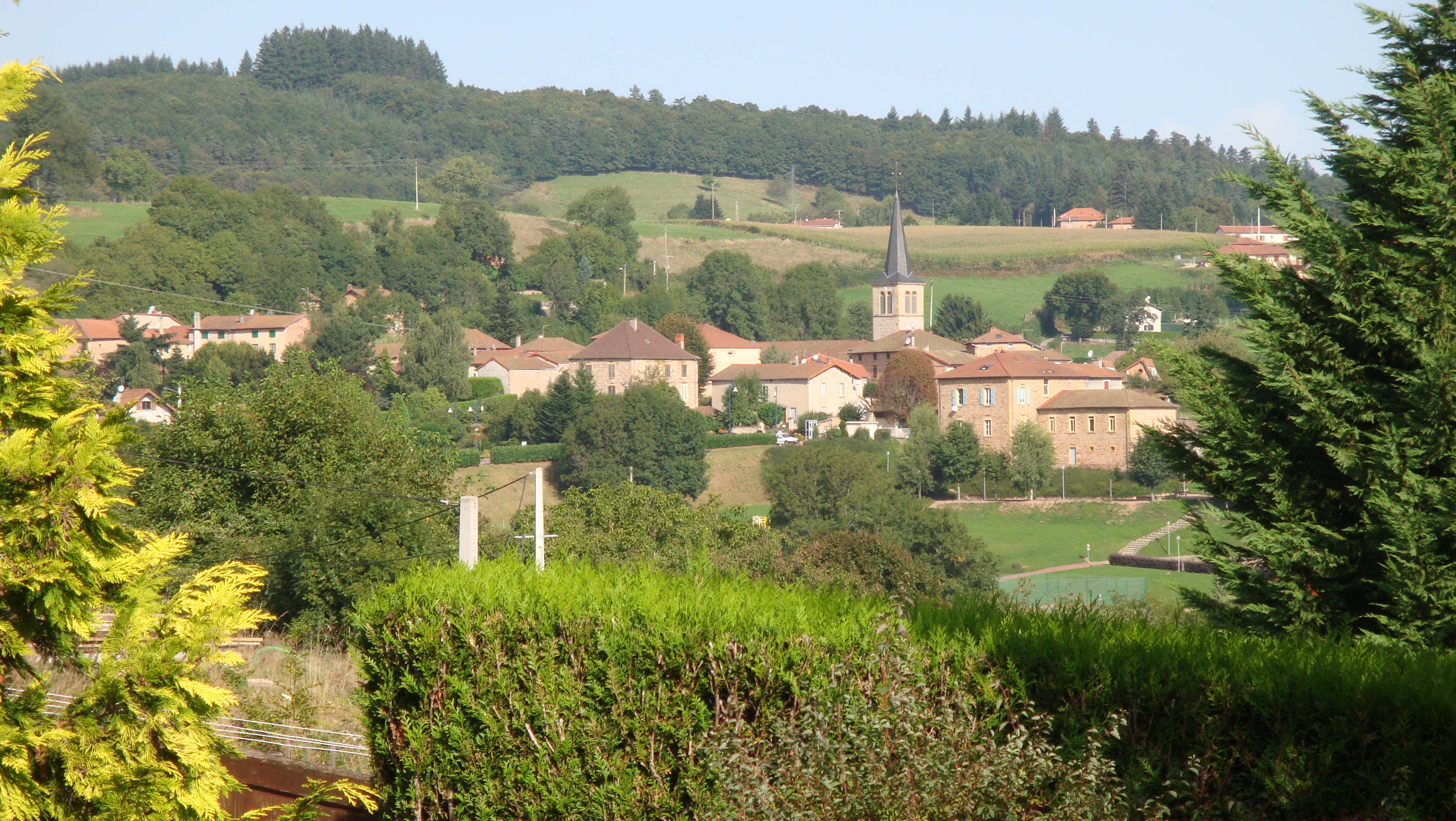
Sevelinges vu du sud

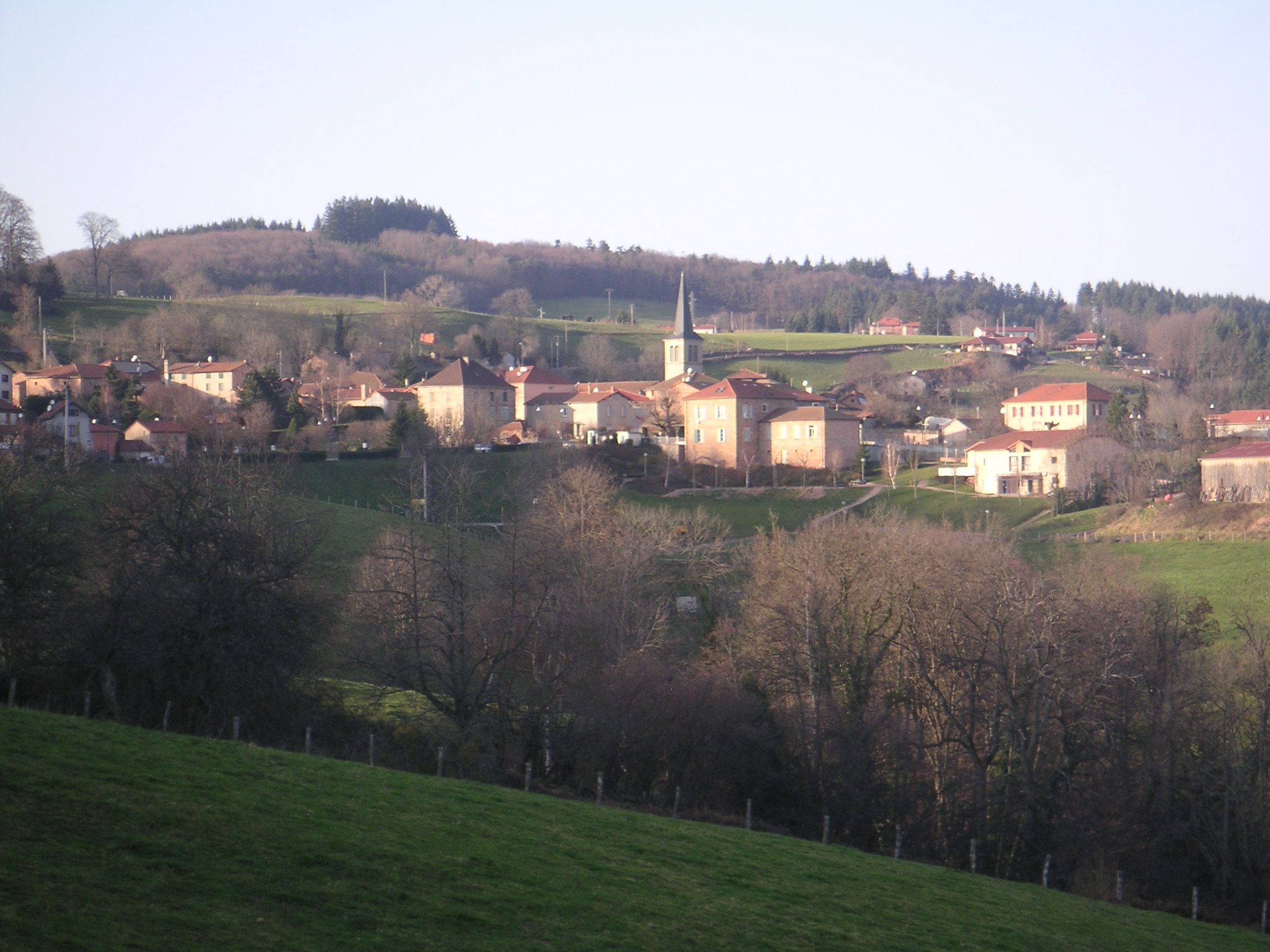
Sevelinges, vu du dud, automne

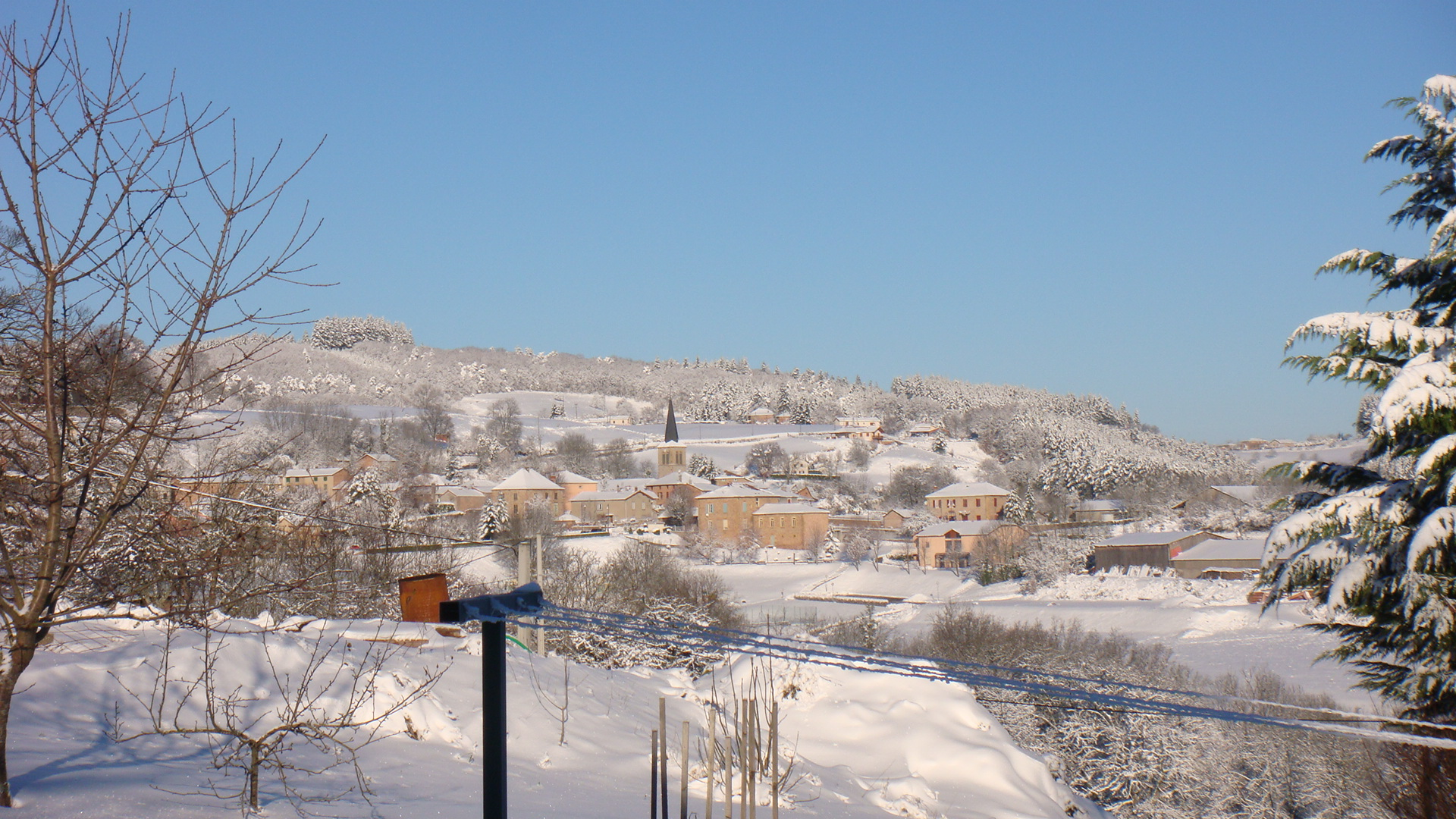
Sevelinges, vu du sud en hiver

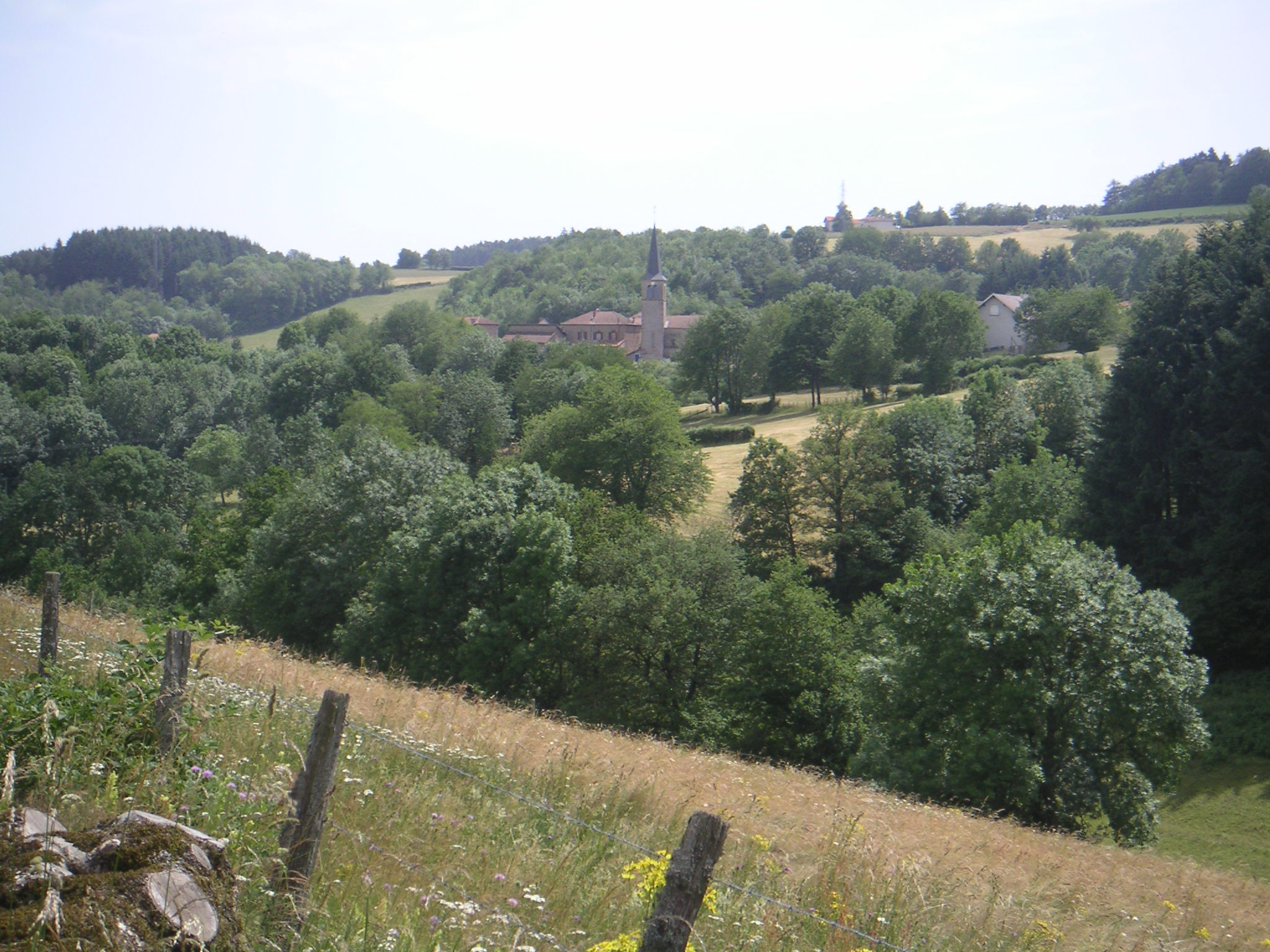
Sevelinges, vu du nord-est

## Società

### Evoluzione demografica
Abitanti censiti